# Шарлотт Александра
Шарлотта Александра Мэри Сили, более известная как Шарлотт Александра, — английская киноактриса. Она наиболее известна своим появлением в нескольких спорных, сексуально откровенных художественных фильмах в середине-конце 1970-х годов.
Она также выступала под своим настоящим именем Шарлотта Сили.

## Карьера
В 1973 году Александра появилась в фильмах «Аморальные истории» (лишающая себя девственности огурцом юная послушница Тереза), эротической ленте режиссёра Валериана Боровчика, и «Лохи» Джека Гая и Жака Орта, который назывался «Джилбейт» и «Эта девушка — бродяга» в американском прокате. В 1976 году Александра сыграла главную роль в фильме «Настоящая девчонка», режиссёром и сценаристом которого была Катрин Брейя. Александра сыграла роль 14-летней девочки, переживающей бурное сексуальное пробуждение. В англоязычных странах фильм назывался «Настоящая молодая девушка» в США и «Настоящая молодая леди» в Великобритании. Фильм был выпущен только в 1999 году из-за его пристального изображения сексуальности, включая откровенные крупные планы гениталий Александры.
В 1976 году она также снялась в фильме «Акробат», комедийно-драматическом фильме режиссёра Жана-Даниэля Полле. В 1977 году она снялась в фильмах «Прощай, Эммануэль» и «Странный случай конца цивилизации, как мы его знаем», а её более поздние фильмы включали «Жуть» и «Личные услуги» под именем Шарлотты Сили.
Она появилась в роли Джорджины Маршалл (жены персонажа Пола Николаса — Винса Пиннера) в третьей и последней серии проекта «Просто хорошие друзья», первоначально транслировавшегося в 1986 году на канале BBC1.